# San Antonio (Kolumbia)
San Antonio – miasto w Kolumbii, w departamencie Tolima.